# Розалін (Прушковський повіт)
Розалін (пол. Rozalin) — село в Польщі, у гміні Надажин Прушковського повіту Мазовецького воєводства.
Населення — 571 особа (2011).
У 1975-1998 роках село належало до Варшавського воєводства.

## Демографія
Демографічна структура станом на 31 березня 2011 року:
|          | Загалом | Допрацездатний вік | Працездатний вік | Постпрацездатний вік |
| -------- | ------- | ------------------ | ---------------- | -------------------- |
| Чоловіки | 278     | 70                 | 183              | 25                   |
| Жінки    | 293     | 64                 | 182              | 47                   |
| Разом    | 571     | 134                | 365              | 72                   |